# Объёмный взрыв
Объёмные взрывы, вместе со взрывами конденсированных взрывчатых веществ, относятся к классу химических взрывов. Объёмные взрывы бывают двух типов — взрыв облака пыли и взрыв парового (газового) облака.

## Взрывы пыли
Взрывы пыли (пылевоздушных смесей — аэрозолей) представляют одну из основных опасностей химических производств и происходят в ограниченных пространствах (в помещениях зданий, внутри различного оборудования, в горных выработках шахт). Возможны взрывы пыли в мукомольном производстве, на зерновых элеваторах (мучная пыль) при её взаимодействии с красителями, серой, сахаром с другими порошкообразными пищевыми продуктами, а также при производстве пластмасс, лекарственных препаратов, на установках дробления топлива (угольной пыли), в текстильном производстве.
Взрыву больших объёмов пылевоздушных смесей, как правило, предшествуют небольшие местные хлопки и локальные взрывы внутри шахт, оборудования и аппаратуры. При этом возникают слабые ударные волны, создающие турбулентные потоки и поднимающие в воздух большие массы пыли, накопившиеся на поверхности пола, стен и оборудования.
Случаи объёмных взрывов были отмечены на мельницах, где взрывалась взвешенная в воздухе мука. Позже подобные случаи отмечались на мануфактурах, где взрывалась растительная пыль, и т. д. Одними из наиболее опасных в этом отношении производств являются сахарные и мукомольные заводы. Не менее опасна угольная пыль. Взрывы на шахтах вызываются не только скоплением метана, засекаемого газоанализаторами, но и в результате недетектируемого скопления угольной пыли в невентилируемых участках выработок.

## Взрывы газовых облаков
Серьёзную опасность представляют собой также взрывы паровых (газовых) облаков. Такие явления возникают при утечке газа либо испарении горючих жидкостей в ограниченных пространствах (помещениях), где быстро растет концентрация горючих элементов до предельной, при которой происходит воспламенение облака. Взрывы газовоздушных смесей могут происходить в:
- помещениях вследствие утечки газов из бытовых приборов;
- ёмкостях их хранения и транспортировки (спецрезервуарах, газгольдерах, цистернах, танках — грузовых отсеках танкеров);
- глубинных горных выработках;
- природной среде вследствие повреждений трубопроводов, труб буровых скважин, при интенсивных утечках сжиженных и горючих газов.

## Применение эффекта объёмного взрыва в военном деле
На основе эффекта объёмного взрыва пылегазового и пылевоздушного облаков были созданы боеприпасы объёмного взрыва («вакуумные бомбы»). При сбрасывании авиабомбы в зону поражения разрывной снаряд разбрасывает аэрозольную смесь и подрывающие элементы на некоторое расстояние с образованием аэрозольного облака, которое подрывается с некоторой задержкой, необходимой для равномерного распространения аэрозольной смеси. Образующаяся зона высокого давления даже при отсутствии сверхзвуковой ударной волны эффективно поражает живую силу противника, свободно проникая в зоны, недоступные для осколочных боеприпасов.
Использование этого механизма для создания боеприпасов эффективно также тем, что к цели не надо доставлять окислитель (им является атмосферный кислород). А значит, эффект от каждой единицы веса боеприпаса будет выше.

## Меры безопасности
Существуют европейские нормы ATEX для оборудования, работающего в зоне повышенной опасности.
Для предупреждения взрывов пылевых облаков в промышленности применяют следующие меры:
- вентиляция помещений, объектов и т. д.;
- увлажнение поверхностей;
- разбавление инертными газами (СО2, N2) или порошками (силикатами).

Для предупреждения взрывов паровоздушных облаков применяют меры:
- сведение к минимуму использование горючего пара или газа;
- отсутствие источников зажигания;
- расположение установок на открытой, хорошо проветриваемой местности.

## Крупные объёмные взрывы в мирное время
- Железнодорожная катастрофа на перегоне Аша — Улу Теляк 4 июня 1989 года.
- 1930 г. — взрыв на угольной шахте в Ахене (Германия) привёл к гибели 262 человек.
- Взрыв сахарной пыли на заводе в США (недоступная ссылка) Архивировано 29 июля 2012. Проверено 21 октября 2016.
- Авария на АЭС Фукусима I — взрывы водорода разрушили здания 1, 2 и 3 блоков после землетрясения и цунами 11 марта 2011 года.
- Взрыв на заводе «Пинскдрев» 25 октября 2010 года и последовавший пожар унесли жизни 14 человек.
- Взрыв на фестивале в Тайване случившийся 27 июня 2015 года, при котором пострадало около 500 человек.